# Nadir Zortea
Nadir Zortea (Feltre, 19 giugno 1999) è un calciatore italiano, difensore o centrocampista del Bologna.

## Caratteristiche tecniche
Terzino destro rapido e abile negli inserimenti offensivi, dotato di un'ottima visione di gioco e con un buon senso della posizione, è abile nella conduzione di palla. Può essere impiegato anche sulla sinistra e come esterno di centrocampo. Al Cagliari è stato schierato più avanti dal tecnico Davide Nicola: nella fascia destra della trequarti offensiva.

## Carriera

### Club

#### Gli inizi
Inizia la sua attività calcistica nel settore giovanile dell'U.S. Primiero (Trentino-Alto Adige), nelle cui file viene aggregato alla categoria Pulcini ed Esordienti.
Milita successivamente nel settore giovanile dell'Atalanta, con cui, da fuoriquota, vince il Campionato Primavera nel 2018-2019.

#### Prestiti a Cremonese e Salernitana
Il 30 luglio 2019, a 20 anni, viene ceduto in prestito biennale alla Cremonese in Serie B, con cui il 29 giugno 2020 segna la prima rete tra i professionisti, nella partita pareggiata per 3-3 contro la Salernitana.
Il 19 luglio 2021, a 22 anni, viene ceduto in prestito alla Salernitana, neopromossa in Serie A, esordendo nella massima serie il successivo 22 agosto, in occasione della prima partita di campionato persa per 3-2 contro il Bologna, subentrando a Wajdi Kechrida. Il 26 febbraio 2022, sempre contro il Bologna, segna il suo primo goal in Serie A realizzando la rete del definitivo 1-1.

#### Atalanta e vari prestiti
Nella stagione 2022-2023 fa ritorno all'Atalanta, guidata da Gasperini. Esordisce con i bergamaschi il 13 agosto 2022, nel successo per 0-2 in casa della Sampdoria. Il 15 gennaio 2023, segna la sua prima rete con la maglia degli orobici, contribuendo al largo successo per 8-2 proprio contro la Salernitana.
Il 31 gennaio 2023, ultimo giorno della finestra invernale di mercato, Zortea passa in prestito oneroso al Sassuolo fino al termine della stagione per 500.000 euro, con diritto di riscatto fissato a 10 milioni.
Chiusa l'annata collezionando 10 gettoni, torna agli orobici e subito va a segno all'esordio della stagione 2023/2024 proprio in casa del Sassuolo, firmando il definitivo 2-0.
Il 18 gennaio 2024 viene ceduto in prestito fino al termine della stagione al Frosinone, rimanendo in Serie A. Il 21 gennaio esordisce con il Frosinone nella partita casalinga contro il Cagliari, vinta 3-1 dai ciociari. Il 26 aprile segna la sua prima rete con la squadra laziale, fissando il definitivo 3-0 alla Salernitana.

#### Cagliari
Il 17 luglio 2024 passa a titolo definitivo al Cagliari, sempre in massima serie. Il 30 settembre successivo segna la sua prima rete in rossoblu, aprendo le marcature nel successo per 3-2 in casa del Parma. Il 9 novembre 2024 segna il gol dell'1-0 casalingo contro il Milan al 1º minuto, gara poi terminata sul punteggio di 3-3. Si replica successivamente il 5 gennaio 2025 contro il Monza siglando il gol del 2-1, e le settimane successiva contro Milan e Lecce.

#### Bologna
Il 20 agosto 2025 viene acquistato a titolo definitivo dal Bologna per 7,5 milioni di euro.

### Nazionale
Nel novembre 2020, ha ricevuto la sua prima convocazione con la nazionale Under-21 italiana, senza però esordire.

## Statistiche

### Presenze e reti nei club
Statistiche aggiornate al 20 agosto 2025.
| Stagione         | Squadra          | Campionato       | Campionato | Campionato | Coppe nazionali | Coppe nazionali | Coppe nazionali | Coppe continentali | Coppe continentali | Coppe continentali | Altre coppe | Altre coppe | Altre coppe | Totale | Totale |
| Stagione         | Squadra          | Comp             | Pres       | Reti       | Comp            | Pres            | Reti            | Comp               | Pres               | Reti               | Comp        | Pres        | Reti        | Pres   | Reti   |
| ---------------- | ---------------- | ---------------- | ---------- | ---------- | --------------- | --------------- | --------------- | ------------------ | ------------------ | ------------------ | ----------- | ----------- | ----------- | ------ | ------ |
| 2019-2020        | Cremonese        | B                | 23         | 1          | CI              | 3               | 0               | -                  | -                  | -                  | -           | -           | -           | 26     | 1      |
| 2020-2021        | Cremonese        | B                | 29         | 0          | CI              | 0               | 0               | -                  | -                  | -                  | -           | -           | -           | 29     | 0      |
| Totale Cremonese | Totale Cremonese | Totale Cremonese | 52         | 1          |                 | 3               | 0               |                    | -                  | -                  |             | -           | -           | 55     | 1      |
| 2021-2022        | Salernitana      | A                | 29         | 1          | CI              | 0               | 0               | -                  | -                  | -                  | -           | -           | -           | 29     | 1      |
| 2022-gen. 2023   | Atalanta         | A                | 9          | 1          | CI              | 1               | 0               | -                  | -                  | -                  | -           | -           | -           | 10     | 1      |
| gen.-giu. 2023   | Sassuolo         | A                | 10         | 0          | CI              | -               | -               | -                  | -                  | -                  | -           | -           | -           | 10     | 0      |
| 2023-gen. 2024   | Atalanta         | A                | 5          | 1          | CI              | 1               | 0               | UEL                | 1                  | 0                  | -           | -           | -           | 7      | 1      |
| Totale Atalanta  | Totale Atalanta  | Totale Atalanta  | 14         | 2          |                 | 2               | 0               |                    | 1                  | 0                  |             | -           | -           | 17     | 2      |
| gen.-giu. 2024   | Frosinone        | A                | 14         | 1          | CI              | -               | -               | -                  | -                  | -                  | -           | -           | -           | 14     | 1      |
| 2024-2025        | Cagliari         | A                | 35         | 6          | CI              | 2               | 0               | -                  | -                  | -                  | -           | -           | -           | 37     | 6      |
| ago. 2025        | Cagliari         | A                | 0          | 0          | CI              | 1               | 0               | -                  | -                  | -                  | -           | -           | -           | 1      | 0      |
| Totale Cagliari  | Totale Cagliari  | Totale Cagliari  | 35         | 6          |                 | 3               | 0               |                    | -                  | -                  |             | -           | -           | 38     | 6      |
| 2025-2026        | Bologna          | A                | -          | -          | CI              | -               | -               | UEL                | -                  | -                  | SI          | -           | -           | -      | -      |
| Totale carriera  | Totale carriera  | Totale carriera  | 154        | 11         |                 | 8               | 0               |                    | 1                  | 0                  |             | -           | -           | 162    | 11     |

## Palmarès

### Club

#### Competizioni giovanili
- Campionato Primavera: 1

Atalanta: 2018-2019